# Jüdische Gemeinde Mühlen
Eine Jüdische Gemeinde in Mühlen, einem Stadtteil von Horb am Neckar im Landkreis Freudenstadt im nördlichen Baden-Württemberg, bestand seit etwa 1800 und existierte bis 1921.

## Geschichte
Von 1832 bis 1849 war die jüdische Gemeinde Mühlen eine Filialgemeinde der jüdischen Gemeinde Nordstetten.
Freiherr von Münch nahm um 1800 13 jüdische Familien auf, die im ehemaligen Schloss wohnten, das 1807 abbrannte. So wurden die jüdischen Familien vorübergehend obdachlos. Die jüdische Gemeinde hatte eine Synagoge (erbaut 1811/12), eine jüdische Schule von 1833 bis 1867, ein rituelles Bad (Mikwe) und einen Friedhof. Der angestellte Lehrer war zugleich als Vorbeter und Schochet tätig. Die Gemeinde gehörte zum Bezirksrabbinat Mühringen, das 1914 nach Horb verlegt wurde.
Im Ersten Weltkrieg fielen drei Söhne des jüdischen Händlers Moritz Stein: Leutnant Bernhard Stein († 9. August 1916 in Russland), Musketier Karl Stein († 15. Oktober 1917 in Frankreich) und Gefreiter Otto Stein († 4. Juni 1918 in Frankreich). Ihre Namen stehen auf dem Kriegerdenkmal des kommunalen Friedhofes.
Im Jahr 1933 lebten noch drei jüdische Personen am Ort, die kurz danach wegzogen.

## Gemeindeentwicklung
| Jahr | Gemeindemitglieder |
| ---- | ------------------ |
| 1807 | 65 Personen        |
| 1824 | 116 Personen       |
| 1831 | 104 Personen       |
| 1843 | 119 Personen       |
| 1846 | 142 Personen       |
| 1869 | 65 Personen        |
| 1886 | 41 Personen        |
| 1900 | 31 Personen        |
| 1910 | 16 Personen        |
| 1933 | 3 Personen         |